# Famille Ricci
 (août 2024).
La famille Ricci est une famille patricienne de Venise.

## Historique
La famille est agrégée à la noblesse vénitienne en 1687, à la suite du paiement de la taxe de guerre pour Candie.

## Armes
Les armes des Ricci se blasonnent ainsi : d'un écu coupé d'azur avec un arbre de sinople chargé de fruits d'or, sur le tronc duquel grimpe un hérisson de sable, l'autre partie de l'écu bandé d'argent et d'azur de six pièces.

## Personnalités
- Sebastiano Ricci (1659-1734), peintre italien baroque, formé à Venise.
- Marco Ricci (1676 – 1730), peintre italien.